# Манипура
Манипура (санск. मणिपूर, превод „мноштво драгуља”) је трећа основна чакра према традицији хиндуистичког тантризма.
Симболично је приказана као жути лотос са десет латица.
Сматра се да је положај ове чакре у телу изнад пупка у соларном плексусу.

## Опис
Манипура је повезана са ватром и снагом трансформације. Каже се да управља пробавом и метаболизмом и представљена је као дом Агнија и виталног ветра Самана Вају. Енергије Пране Вају и Апана Вају (унутрашња и спољашња енергија) сусрећу се на месту у уравнотеженом систему. Манипура се повезује често са жутом,  плавом у класичној тантри,  и црвеном бојом у Нат традицији.

### Положај
Положај Манипура чакре у телу је изнад пупка у соларном плексусу. Кшетрам илити површинска тачка активације се налази између међице и врха карличне кости. Због свог положаја и повезаности са чином излучивања, повезана је са анусом.

### Матрике
На свакој од десет латица је уписан по сугласник илити матрика деванагари писма које се изговарају као мантре. Гледано с лева на десно:
| Бр. | Матрика | Сугласник | Сугласник на санскритском | Опис                | Реф.        |
| --- | ------- | --------- | ------------------------- | ------------------- | ----------- |
| 1   | данг    | да        | ड                         | палативни сугласник | [ 4 ] [ 5 ] |
| 2   | дханг   | дха       | ढ                         | палативни сугласник | [ 4 ] [ 5 ] |
| 3   | рланг   | ња        | ण                         | палативни сугласник | [ 4 ] [ 5 ] |
| 4   | танг    | та        | त                         | палативни сугласник | [ 4 ] [ 5 ] |
| 5   | тханг   | тха       | थ                         | палативни сугласник | [ 4 ] [ 5 ] |
| 6   | данг    | да        | द                         | палативни сугласник | [ 4 ] [ 5 ] |
| 7   | дханг   | дха       | ध                         | палативни сугласник | [ 4 ] [ 5 ] |
| 8   | нанг    | на        | न                         | палативни сугласник | [ 4 ] [ 5 ] |
| 9   | панг    | па        | प                         | палативни сугласник | [ 4 ] [ 5 ] |
| 10  | пханг   | пха       | फ                         | палативни сугласник | [ 4 ] [ 5 ] |

## Асоцијација са телом
Наводи се да је положај Манипуре иза пупка или соларног плексуса. Понекад, када је смештена на пупку, у соларном плексусу налази се секундарна чакра названа Сурја (сунчана) чакра, чија је улога апсорбирање и асимиловање Пране са сунца. Повезана је са осећајем вида, повезана је с очима, а повезана је и са покретом и стопалима.

## Алтернативни називи
- У Тантри: Дашаччада, Дашадала Падма, Дашапатра, Дашапатрамбуђа, Манипура, Манипурака, Набипадма, Набипанкађа.
- У Ведама (касне Упанишаде): Манипура, Манипурака, Набхи чакра.
- У Пуранама: Манипура, Набхи чакра.